# Lễ hội Ozora
Lễ hội Ozora, được viết cách điệu là O.Z.O.R.A (viết tắt cho từ Organic Zones of Radiant Atmosphere – Sugárzó légkör szerves zónái) là một lễ hội nghệ thuật thường niên được tổ chức tại làng Ozora, Hungary.

## Lịch sử và sự phát triển
Năm 2004 là năm đầu tiên lễ hội tổ chức. Từ đó hàng năm lễ hội lấy địa điểm tại một điền trang ở Ozora gần ngôi làng nhỏ Dádpuszta làm nơi vui chơi giải trí.
Ozora cùng với Lễ hội Mặt trời là một trong hai lễ hội lớn ở Hungary. Ozora cũng tương tự như Lễ hội Boom ở Bồ Đào Nha, lễ hội Burning Man ở Hoa Kỳ, Lễ hội Fusion ở Đức, là một trong những lễ hội nổi tiếng nhất trên thế giới, đón hơn 40.000 du khách mỗi năm.
Do thành công của lễ hội, một số chương trình phụ ăn theo Lễ hội Ozora kéo dài một ngày đã được tổ chức ở một số quốc gia khác như Tokyo, Nhật Bản, Paris, Pháp và São Paulo, Brazil.

## Đón nhận
Ozora được coi là một trong những "lễ hội hàng đầu" trên toàn thế giới, "một trong những nơi tụ họp lớn nhất của những người yêu chuộng dòng nhạc psychedelic trance trên toàn thế giới". Theo Tạp chí Trax, lễ hội này là "trung tâm của văn hóa psytrance ở Châu Âu ".

## Một số hình ảnh lễ hội

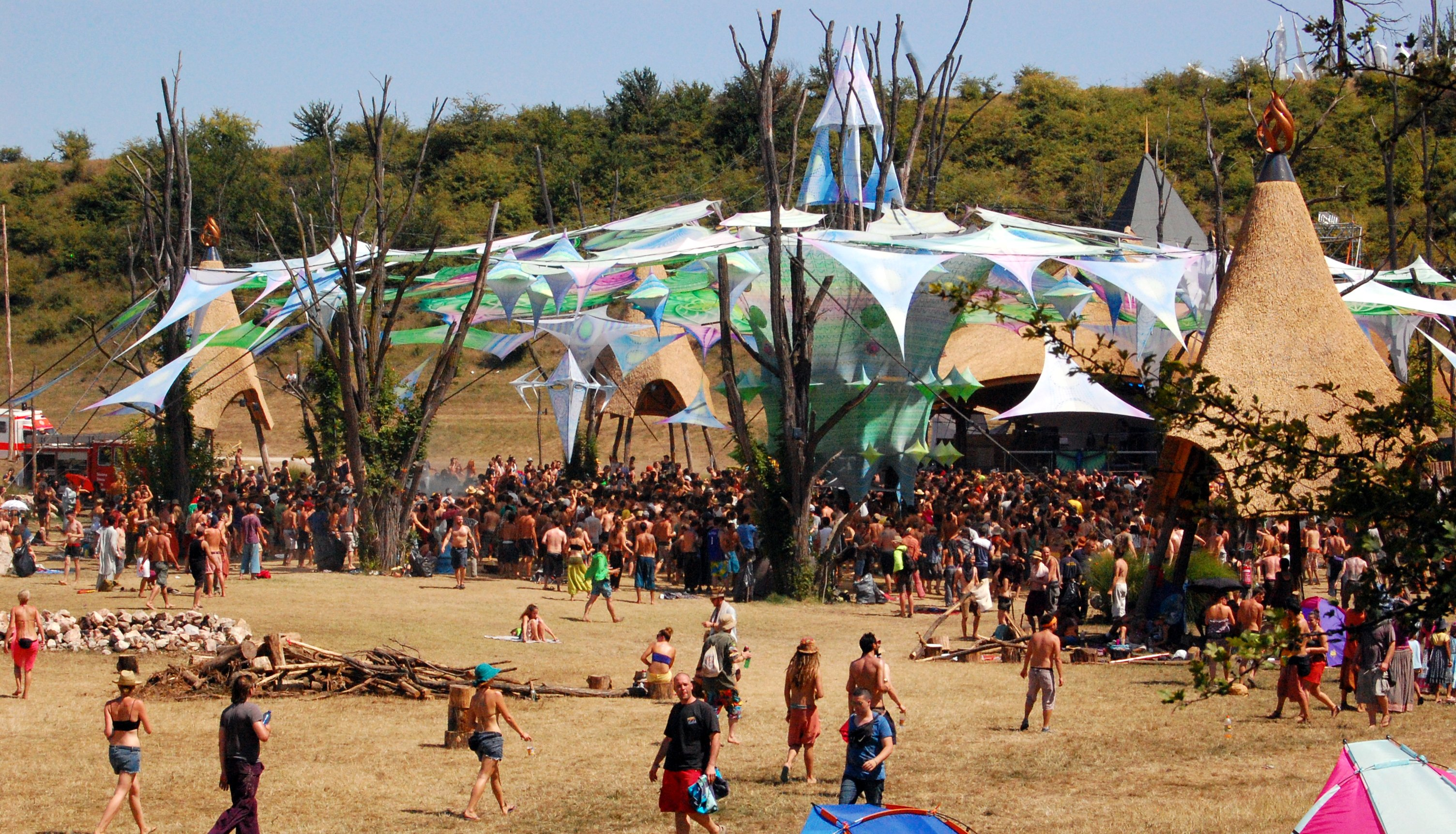
Sân khấu chính năm 2013
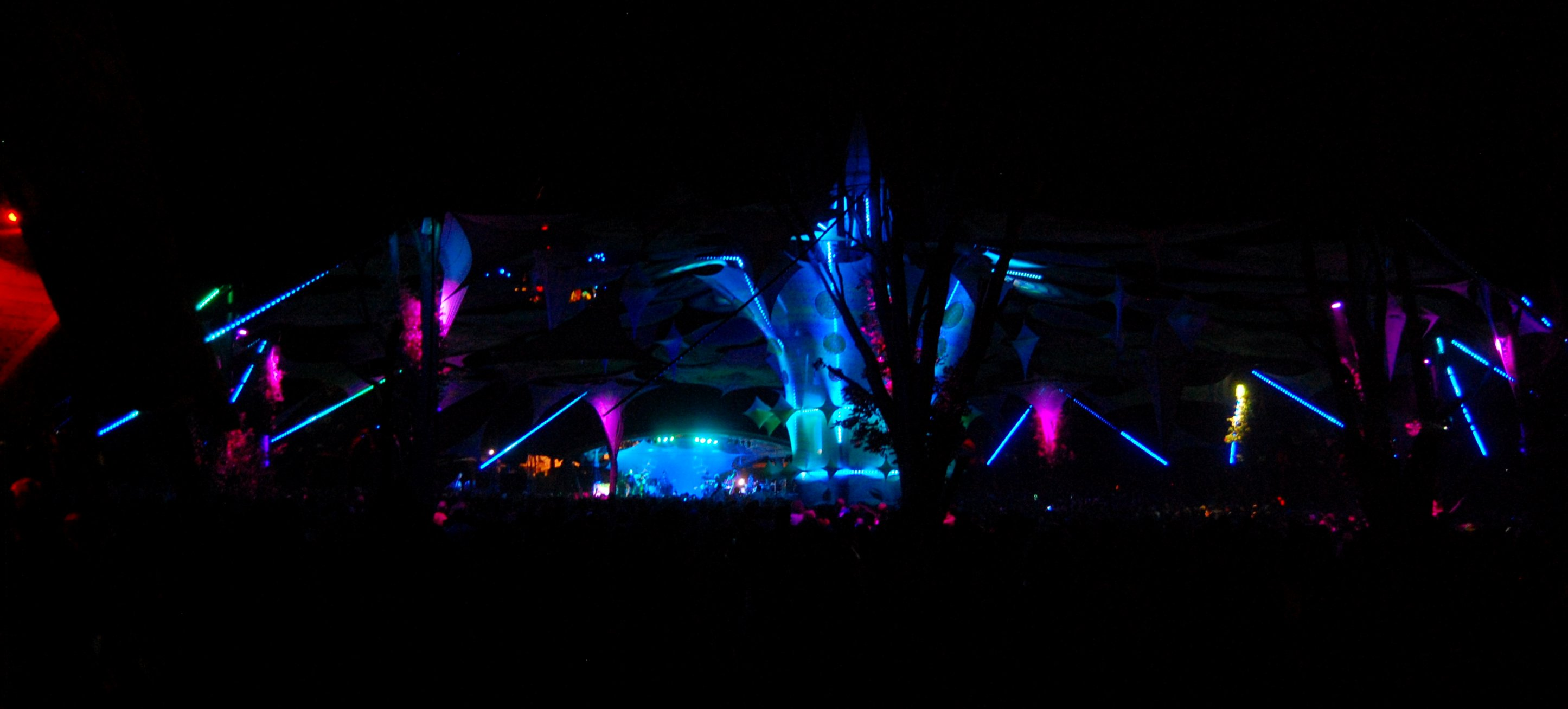
Sân khấu chính năm 2013
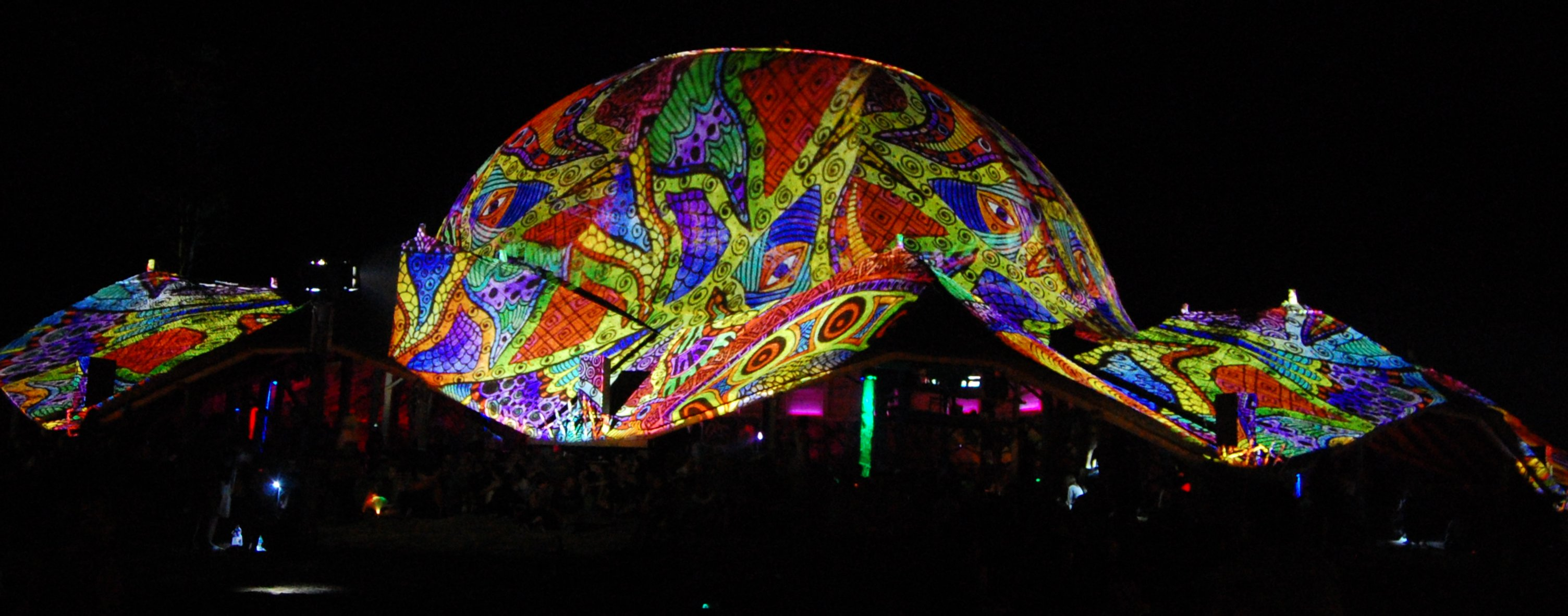
Đêm hội năm 2013
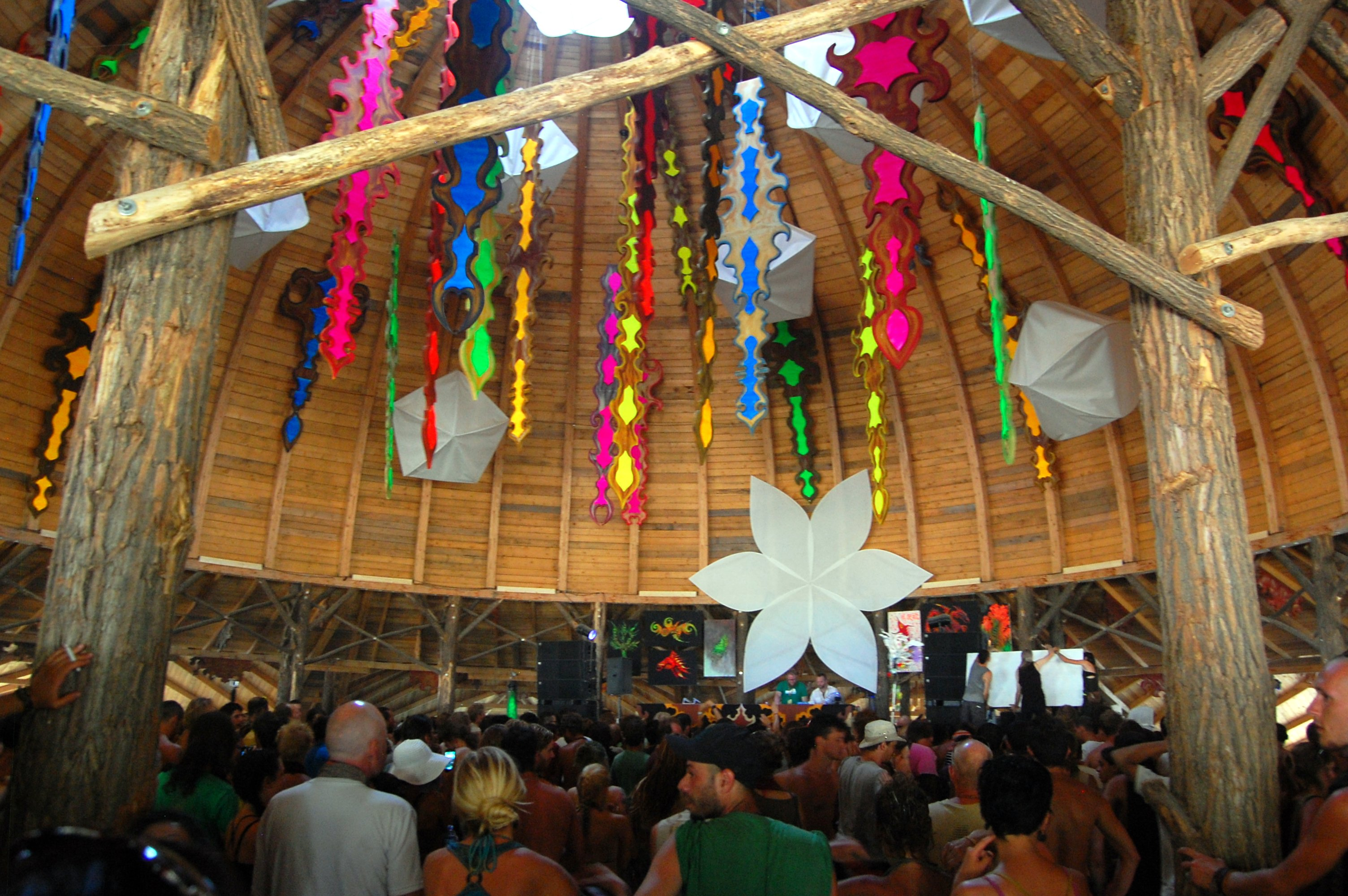
Các hoạt động trong năm 2013
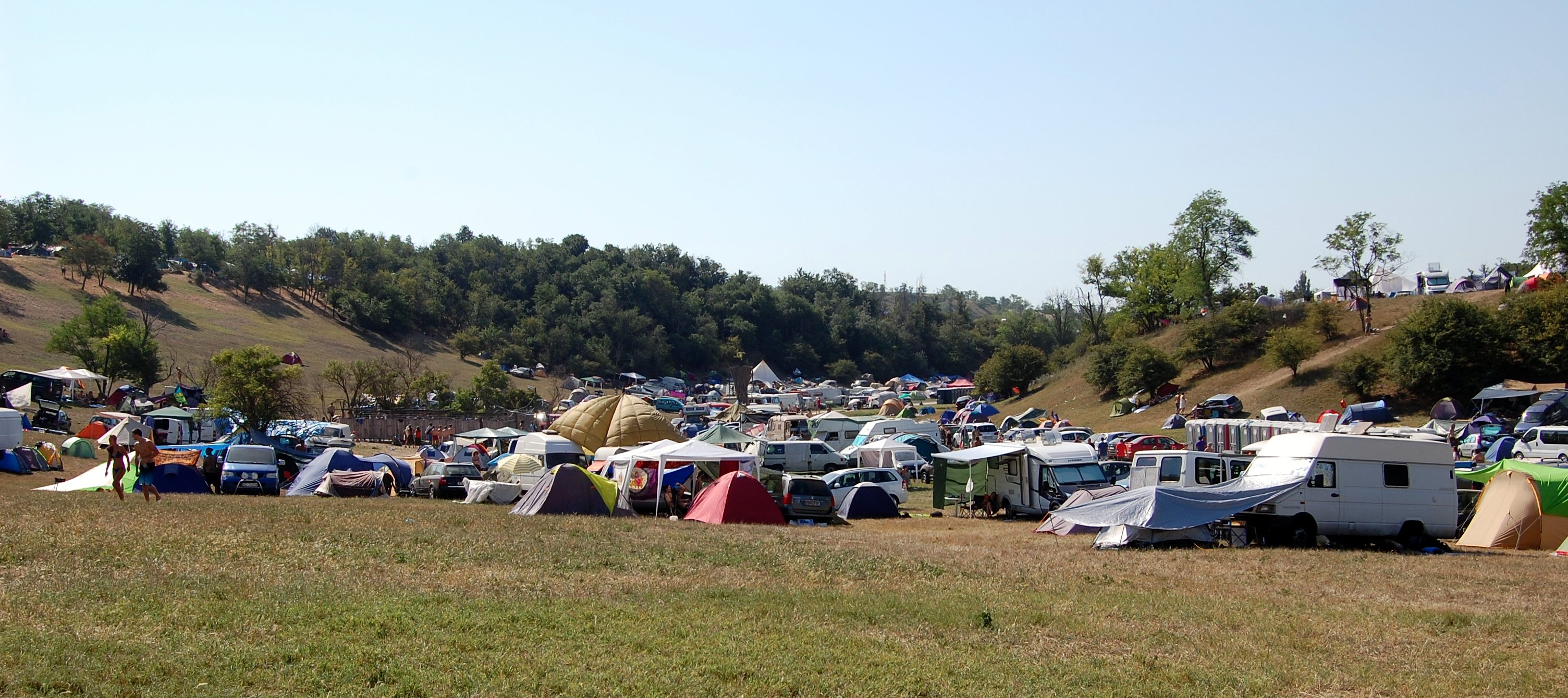
Địa điểm cắm trại
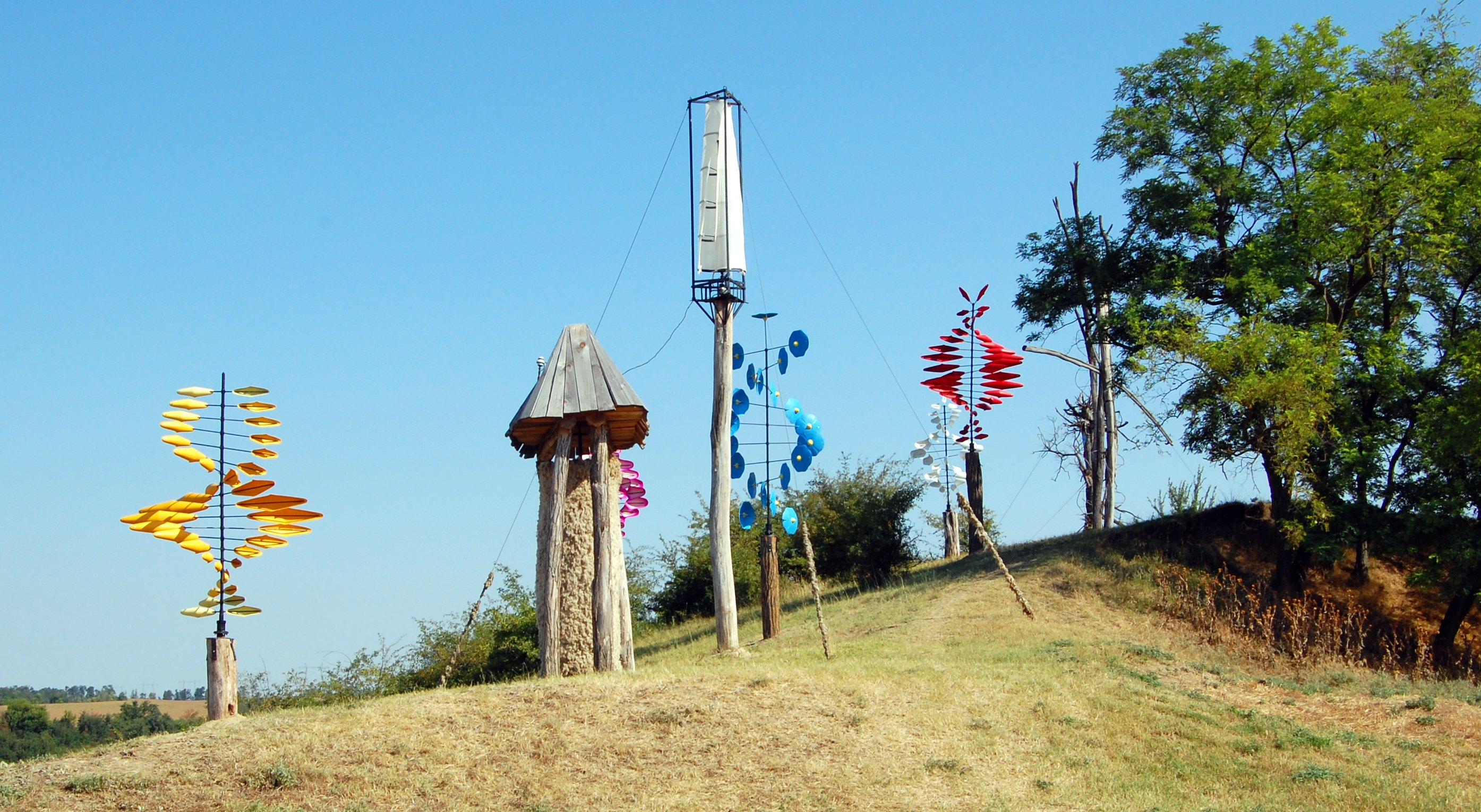
Trang trí nghệ thuật